# Liste von Bergen in Georgien
Diese Liste von Bergen in Georgien nennt, der Höhe nach geordnet, die höchsten Berge in Georgien. Der höchste Gipfel des Landes ist der Schchara, mit 5200 Metern Höhe einer der drei Fünftausender des Landes. Die höchsten Gipfel des Landes befinden sich im Großen Kaukasus. – Als weiterer Berg ist der Mtazminda in der Hauptstadt Tiflis genannt.
Diese Liste ist mit Anklicken der Pfeile sortierbar.
| Berg                   | Höhe in m | Lage   | Gebirge / Gebirgszug | Verwaltungsregion Anmerkungen                                     | Bild            |
| ---------------------- | --------- | ------ | -------------------- | ----------------------------------------------------------------- | --------------- |
| Schchara შხარა         | 5200      | (Lage) | Großer Kaukasus      | Mingrelien und Oberswanetien Höchster Punkt des Landes            | Schchara        |
| Dzjanga ჯანღა          | 5051      | (Lage) | Großer Kaukasus      | Mingrelien und Oberswanetien Grenze zu Russland                   | Dzjanga (links) |
| Kasbek ყაზბეგი         | 5054      | (Lage) | Großer Kaukasus      | Mzcheta-Mtianeti Schichtvulkan; Grenze zu Russland                | Kasbek          |
| Tetnuldi თეთნულდი      | 4858      | (Lage) | Großer Kaukasus      | Mingrelien und Oberswanetien Adishi-Gletscher; Grenze zu Russland | Tetnuldi        |
| Uschba უშბა            | 4737      | (Lage) | Großer Kaukasus      | Mingrelien und Oberswanetien                                      | Uschba          |
| Tebulosmta ტებულოს მთა | 4493      | (Lage) | Großer Kaukasus      | Kachetien                                                         | Tebulosmta      |
| Mtazminda მთაწმინდა    | 0730      | (Lage) |                      | Tiflis Fernsehturm                                                | Mtazminda       |